# Warburgia stuhlmannii
Warburgia stuhlmannii is een soort uit de familie Canellaceae. Het is een groenblijvende boom die een groeihoogte kan bereiken van 12 tot 24 meter.
De soort komt voor in Oost-Afrika, van Zuidoost-Kenia tot in Noordoost-Tanzania. Hij groeit daar in bosgebieden aan de kust, droge laaglandbossen en beboste graslanden, op hoogtes tot 400 meter. De soort staat op de Rode Lijst van de IUCN geklasseerd als 'niet bedreigd'.
Delen van de boom worden uit het wild geoogst voor lokaal gebruik als medicijn, kruiderij en als bron van etherische olie en hout. De schors wordt traditioneel gebruikt als specerij en heeft een hete smaak. De schors wordt gebruikt als medicijn voor de behandeling van een aantal aandoeningen en voor het uitroeien van darmwormen. De verpulverde schors in combinatie met honing wordt gebruikt als hoestmiddel. het hout is glanzend en olieachtig en bevat een aromatische olie met een zoete geur van sandelhout en citroen. Deze olie wordt uit het hout gewonnen voor gebruik in parfums. Verder wordt het hout gebruikt voor het maken van kasten, meubels en hout gesneden lepels en graanvijzels.